# Cultura del País Valencià
La cultura valenciana té les seues arrels en les influències que els diferents pobles han deixat després del seu pas per la península al llarg dels segles. A més la història, la geografia i la presència del mar mediterrani ha contribuït significativament en la formació de la cultura actual.
Encara que hi ha un patrimoni cultural comú a tots els valencians, la marcada singularitat de les seues regions ha donat lloc a múltiples manifestacions culturals al llarg de tot el territori. Aquestes manifestacions han tingut reflex en tots els camps: les llengües i dialectes, la música, la gastronomia, etc.

## Les llengües

Predominis lingüístics valencià (verd), i castellà (groc).

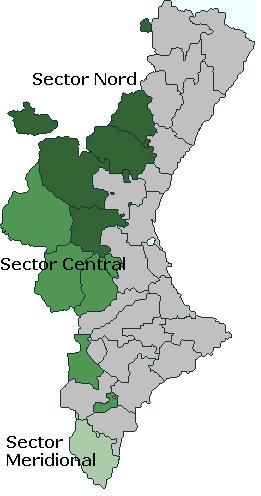
Sectors lingüístics del castellà al País Valencià.

El valencià és definit com la llengua pròpia del País Valencià, segons el seu Estatut, i té caràcter oficial en ella juntament amb el castellà.
Valencià és la denominació històrica, tradicional i estatutària que rep al País Valencià la llengua catalana.
El seu domini lingüístic abasta històricament les comarques litorals, el pla central i les àrees muntanyenques del sud. Hui dia, a les grans capitals històricament valencianoparlants (i en qualsevol part del territori, si bé de manera no tan acusada), la presència del valencià està en decadència, a causa del procés de minorització d'aquesta llengua en favor del castellà. No obstant això, en termes generals, ha experimentat una notable recuperació, ja que ha passat del 4% de valencians alfabetitzats el 1982 al 85% el 2001.
Pel que fa al castellà, és llengua pròpia i tradicional dels municipis de les Comarques de l'Interior i sud-oest (amb algunes illes lingüístiques dins del territori lingüístic valencià al País Valencià). El castellà parlat, com a llengua pròpia d'aquestes comarques valencianes, presenta una sèrie de trets comuns o compartits -però també propis en alguns municipis- amb el que es parla a les regions frontereres d'Aragó, Castella - la Manxa i la Regió de Múrcia.
L'àmbit lingüístic del castellà a País Valencià, amb 9956 km², no es correspon amb cap divisió supramunicipal, i només en huit comarques tots els seus municipis són, històricament, castellanoparlants: l'Alt Millars, l'Alt Palància, els Serrans, el Racó d'Ademús, la Plana d'Utiel-Requena, la Foia de Bunyol, la Vall de Cofrents i la Canal de Navarrés; a les comarques del Vinalopó i el Baix Segura, els municipis castellanoparlants comparteixen comarca amb municipis valencianoparlants.
La Llengua de Signes Valenciana (sigles: LSCV) és una llengua de signes utilitzada per més de 15.000 persones (la majoria sordes) al País Valencià. Segons alguns lingüistes, la LSCV i la llengua de signes espanyola (LSE) són dues variants d'una mateixa llengua mentre que, com ocorre amb la llengua de signes catalana, altres la defineixen com un dialecte que té un important grau de variació i, per tant, té suficient entitat com per tindre autonomia normativa.

## Esport

### Esports tradicionals valencians

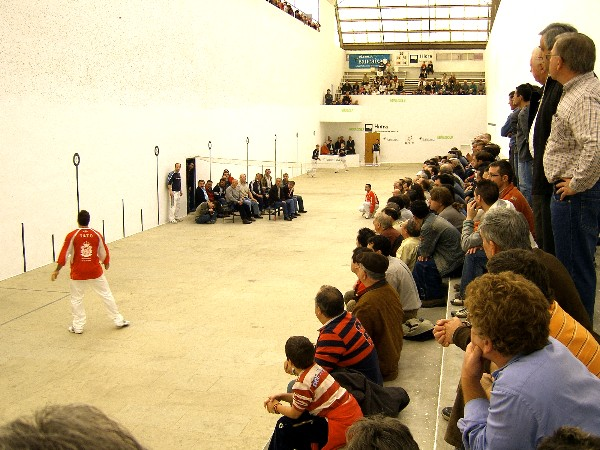
Partida de Pilota Valenciana al Trinquet de L'Eliana.

L'esport tradicional per antonomàsia és el joc de la pilota valenciana i existeix una selecció valenciana que participa en les competicions de pilota internacionals oficials. Aquest esport es practica en més de huit modalitats diferents, ja siga al carrer o al trinquet. Durant les partides, és típic que el públic es trobe envaint l'àrea de joc, i un o dos marxadors arrepleguen les apostes que fan per l'equip de blaus o pel de rojos, els únics colors utilitzats en la indumentària dels pilotaris. La importància que se li dona a aquest esport és tal que des de fa temps, a les escoles públiques, s'ih inclou com a matèria educativa, i la disponibilitat obligatòria d'un trinquet en les seues instal·lacions esportives.
Altre dels esports més característics és la colombicultura, o coloms esportius, que es va començar a practicar especialment a partir dels anys 20 del segle xx i es va estendre per tot el país, on s'entrena una raça pròpia de coloma, el butxó valencià. El motociclisme és altra de les pràctiques tradicionals considerades com a esportives, per a la qual es disposa del Circuit de Xest on es disputa el Gran Premi de la Comunitat Valenciana. També és tradicional el joc de la petanca, sobretot a les zones rurals.

### Esports actuals
Pel que fa als esports de masses, existeixen equips importants de futbol, principalment València CF, Vila-real CF, Llevant UE, Elx CF, Hèrcules CF, CE Castelló, CE Alcoià, Huracà València, Burjassot CF i Alacant CF. Altres dels esports olímpics en els quals es destaca és en el bàsquet, amb els equips València Basket i Lucentum Alacant. L'esport olímpic més important dels equips femenins és l'handbol, del que es van guanyar importants i nombrosos títols, amb equips com BM Altea o el desaparegut Calpisa Alacant, en la divisió d'honor estatal del qual, actualment més de la meitat dels clubs femenins són valencians.
A més del Circuit Ricardo Tormo de Xest, posseeix el Circuit Urbà de València, en el qual s'ha disputat el Gran Premi d'Europa de Fórmula 1 i carreres de GP2, entre d'altres, des de l'any 2008 fins a 2012. Aquest circuit és semipermanent, utilitza els carrers al voltant de la zona del Port America's Cup i també inclou alguns carrers dissenyats exclusivament per al mateix. Aquest port esportiu va ser construït amb motiu de la celebració de la America's Cup de vela celebrades el 2007 i 2010.

## Festes

### Les Falles
Les Falles són les festes majors de València. És una festa celebrada del 15 al 19 de març també en altres ciutats i pobles del País Valencià com Borriana, Benicarló, Alzira, Xàtiva, Sagunt, Gandia, Torrent o Elda, que ho celebra en setembre. També anomenades festes de Sant Josep, se celebren en honor de Sant Josep, patró dels fusters. Està catalogada com a festa d'Interés Turístic Internacional. La denominació de falles correspon a les construccions artístiques de materials combustibles en el seu conjunt, que representen figures conegudes com a ninots i composicions d'elements. Al llarg de la història els materials han evolucionat, però tradicionalment, aquests ninots eren de cera. Actualment les figures més voluminoses es fan de cartró pedra, ja que permeten formes més lleugeres i de major grandària.

### La Fogueres de Sant Joan

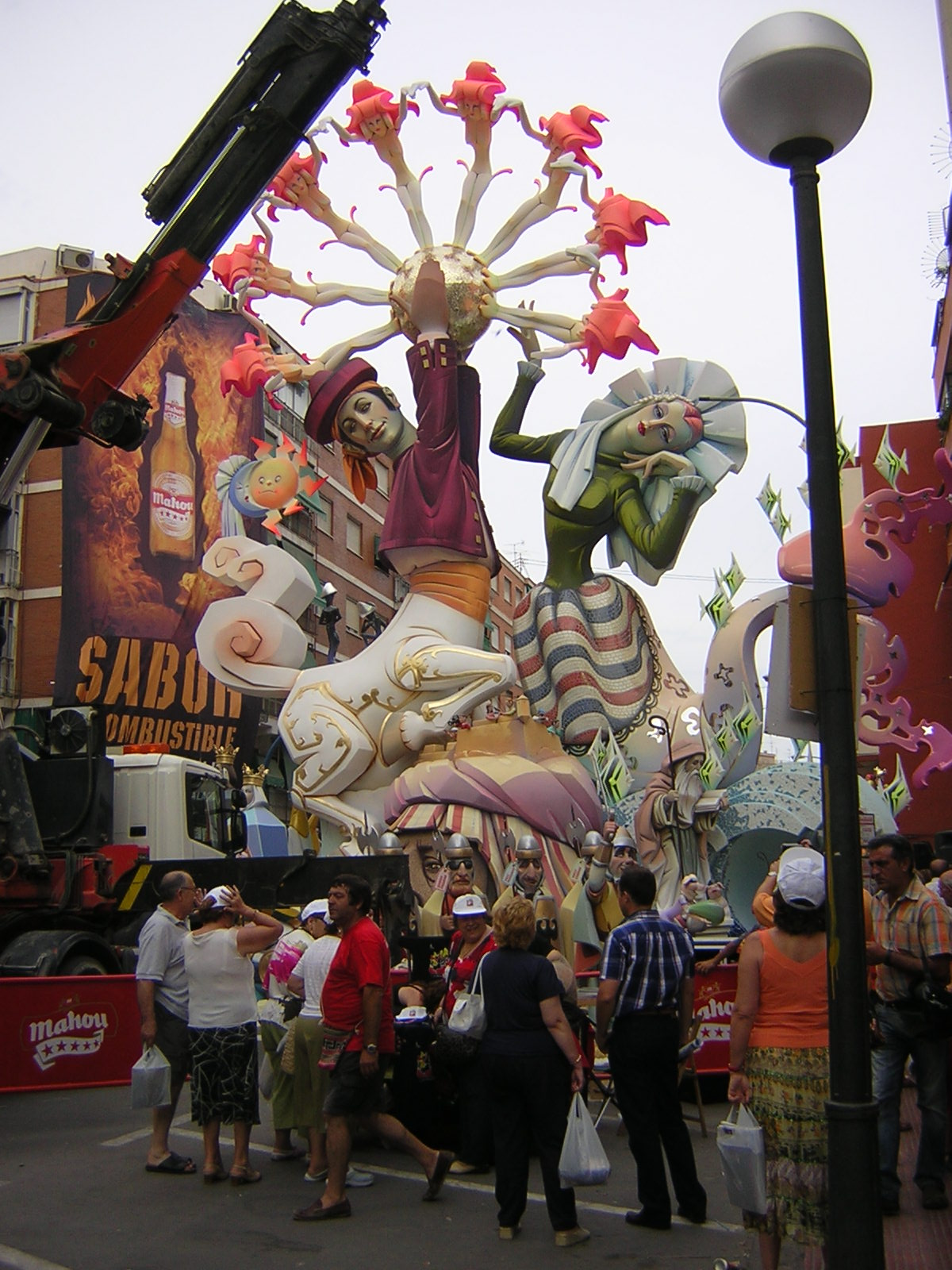
Foguera del barri de les Carolines Altes.

Les Fogueres de Sant Joan són les festes majors de la ciutat d'Alacant i estan declarades d'Interès Turístic Internacional. Els seus orígens són remots, però és el 1928 quan les festes prenen les seues característiques actuals impulsades per José María Py. A més de la ciutat d'Alacant, se celebra la festa de fogueres en altres localitats del sud del País Valencià com Benidorm, Sant Vicent del Raspeig, Xàbia, Denia i Sant Joan d'Alacant.
Amb el pregó, que té lloc el divendres anterior a la plantà, comencen els festejos. Del 17 al 20 de juny es planten les fogueres, que són monuments artístics de fusta, cartó, suro i pintura que contenen una profunda càrrega satírica. Quatre dies més tard es cremen després de llançar-se una monumental palmera de focs artificials des del turó del Benacantil, on es troba el castell de Santa Bàrbara, i que és visible pràcticament des de qualsevol punt de la ciutat. Cada Foguera representa una zona o barri de la ciutat.
Durant els dies de festa hi ha una extensa programació d'actes amb desfilades, cercaviles, despertades, cavalcades, ofrena de flors, corregudes de bous, mascletades, actuacions musicals, campionats esportius, etc. La festa es viu al carrer, on la gent pot menjar i ballar en les barraques i racons, i degustar la tradicional coca amb tonyina i les bacores. La festa compta amb la seua reina, la Bellea del Foc, triada entre les que l'any anterior van ser "Belleses" de cadascun dels 91 districtes foguerils.
Les Fogueres es cremen a Alacant la nit del 24 de juny, l'endemà a la nit de Sant Joan. A causa de la calor de la data i del foc, és una pràctica habitual que els bombers que controlen l'evolució del foc mullen amb l'aigua de les seues mànegues els assistents que ho sol·liciten.

### Els Moros i Cristians

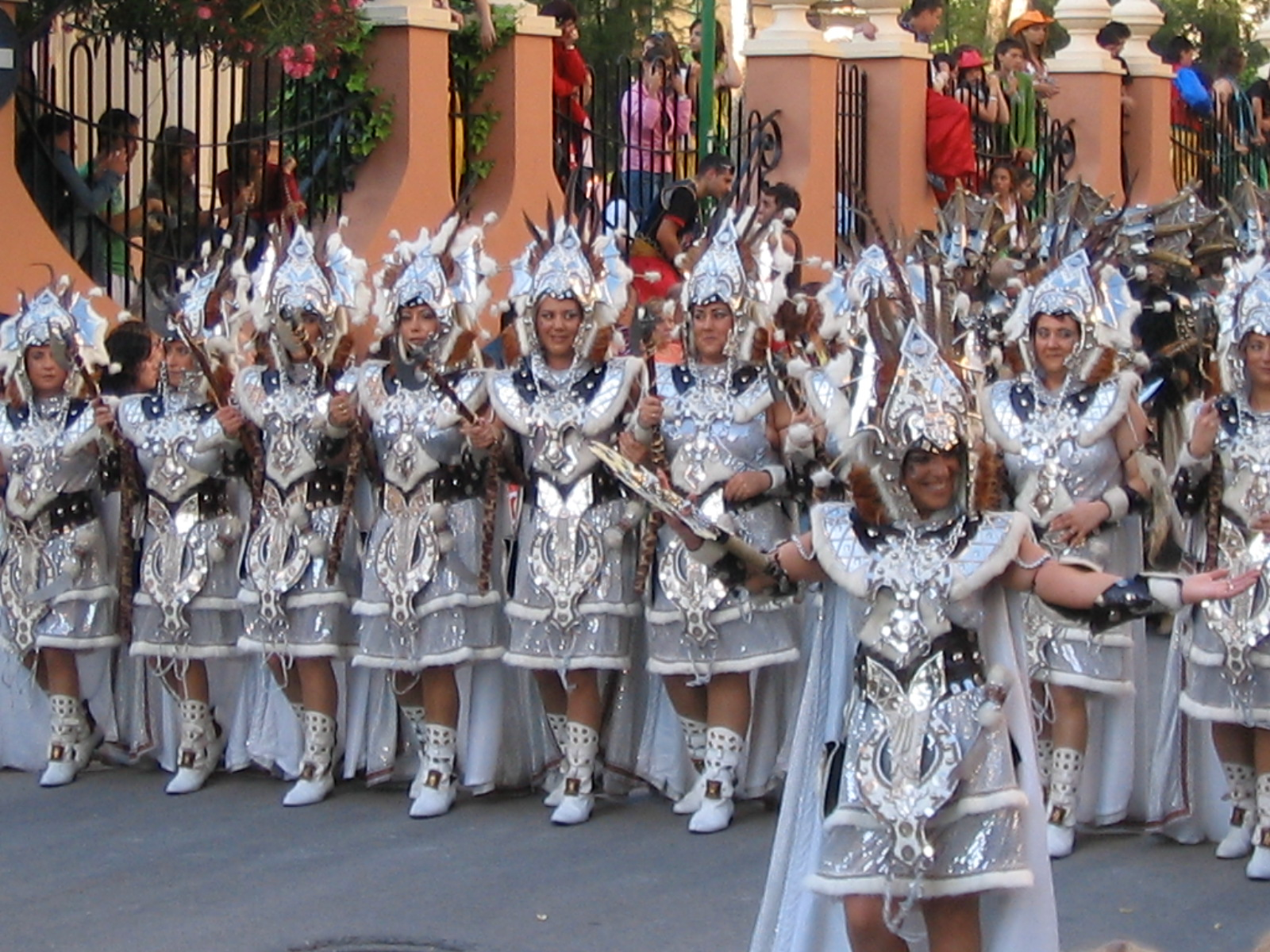
Esquadra de la comparsa de cristians d'Elda. Any 2006.

La festa de Moros i Cristians és una de les celebracions més genuïnes dins de l'ampli i ric compendi de celebracions festives de gran arrelament i tradició en tot el País Valencià, originàries de Cocentaina i presents a les Comarques Centrals i del Sud. Aquesta festa té un origen i una base profundament religiosa, que s'ha enriquit amb un clar component lúdic existent en qualsevol festivitat. No obstant això, és el seu component teatral i representatiu de la història el que la fa única en el seu gènere. La invasió i dominació musulmana a la península ibèrica durant diversos centenars d'anys va deixar una gran empremta en la societat medieval, que no va acabar amb el final de la Reconquesta dels regnes cristians a la fi del segle xv. El record de les gestes i llegendes bèl·liques contra els sarraïns i la posterior ona de cristianització de la població musulmana explica en gran manera el naixement d'aquesta festa: com un record gloriós de la Reconquesta i reforç de fe cristiana enfront de l'impiu, al temps que de record i reconeixement a l'innegable passat i cultura musulmana, que pervivia encara amb força en els segles posteriors. Així, en aquelles poblacions on, pel seu passat local, aquesta empremta va ser més profunda, van començar a forjar-se representacions teatrals i celebracions populars que amb el pas dels segles va adquirir la categoria de festa i la seua influència geogràfica es va expandir, especialment a poblacions veïnes de la comarca i d'ací a altres comarques veïnes.

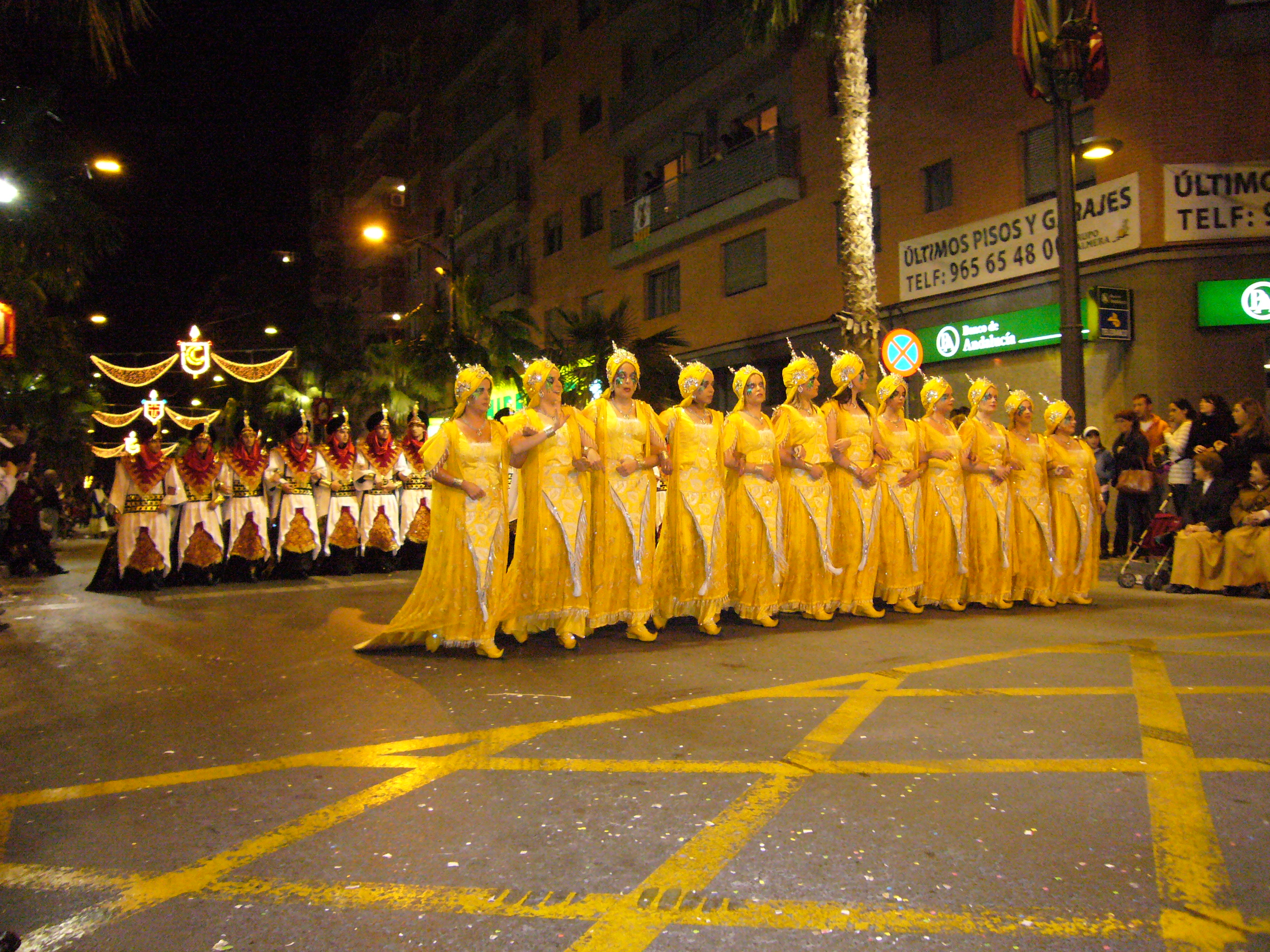
Una Filada de les festes de Moros i Cristians de Sant Vicent del Raspeig.

Els pobles que celebren els moros i cristians són: Ador, Albaida, Agost, Agullent, Aielo de Malferit, Aigües, Alaquàs, Albalat de la Ribera, Albatera, Alcoi, Alfafar, Alfarrasí, Almoradí, Altea, Aras de los Olmos, Asp, Atzeneta d'Albaida, Banyeres de Mariola, Barxeta, Bèlgida, Bellús, Bellreguard, Beneixama, Benetússer, Benidorm, Benigànim, Benilloba, Benillup, Biar, Bocairent, Bolbait, Callosa de Ensarriá, Callosa de Segura, Calp, el Camp de Mirra, Castalla, Castelló de la Ribera, Castelló de Rugat, Catarroja, Cocentaina, Confrides, Crevillent, Daimús, Dénia, El Campello, Elx, Elda, Fontanars dels Alforins, la Font d'en Carròs, la Font de la Figuera, Godella, Guardamar del Segura, Ibi, Llutxent, Miramar, Moixent, Montaverner, Montesa, Moraira, Montfort, Muro, Mutxamel, Nàquera, Novelda, l'Olleria, Oliva, Ontinyent, Oriola, Onil, Palma de Gandia, Paterna, Peníscola, Petrer, Quart de Poblet, Rafelguaraf, Sagra, Sagunt, Sant Vicent del Raspeig, Santa Pola, Salines, Saix, Serra, Sumacàrcer, Torrent, València, Vallada el Verger, la Vila Joiosa, Villena, Xàbia, Xera i Xixona.

### La Magdalena

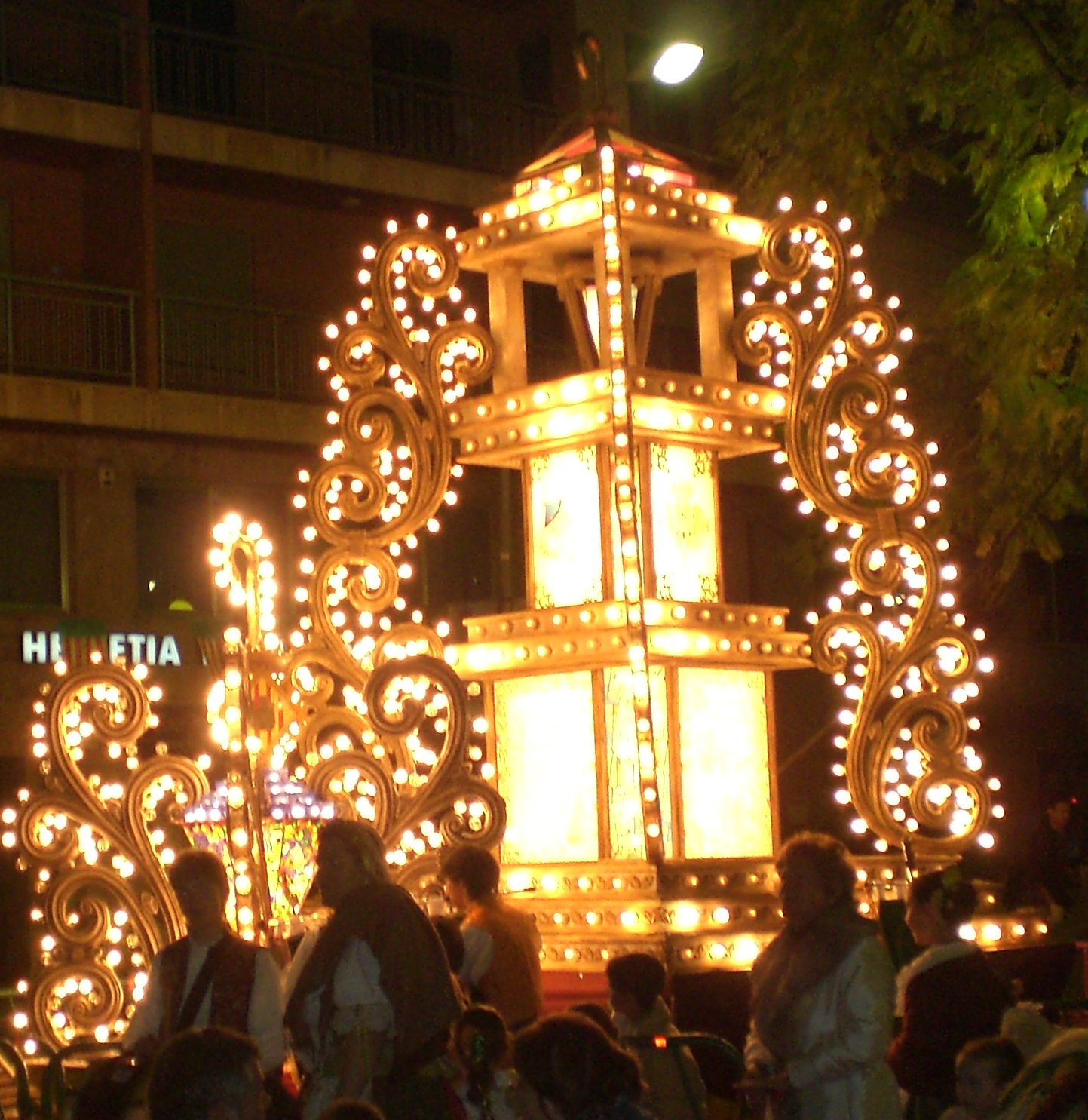
Gaiata.

Les Festes de la Magdalena són les festes majors de Castelló de la Plana. En elles es commemora l'origen de la ciutat, on es recorda el trasllat de la ciutat des del pujol de la Magdalena fins al plànol fèrtil litoral el 1251. Tenen una durada de 9 dies i se celebren a partir del tercer dissabte de quaresma.
Durant la setmana, se celebren multitud d'actes, entre els quals, els més importants són els següents:
- Mascletà, a les 14.00 a la Plaça del Primer Molí.
- Castells de focs, comencen al voltant de les 23.00, des de la zona del Pau Gumbau, al nord-est de la ciutat.
- Corregudes de bouss.
- La Nit Màgica: espectacle de correfocs realitzat per la companyia Xarxa Teatre el dimarts a partir de les 23:00h.
- Fira infantil: Situada en el recinte de fires i mercats.
- La fira alternativa: a partir del dijous en els jardins de l'Auditori.
- Casal del vi: situada en l'Av. Blasco Ibáñez, part nord-est de la ciutat.
- Casal de la tapa i la cervesa: en la Pl. Espanya, amb horari de 12.00 a 16.30 i de 19.00 a 0.00.
- Concerts de música: al recinte de concerts, al costat de l'Av. del Mar i Ronda Est, gran actuació de cantants d'àmbit nacional. De dilluns a dissabte, al voltant de la mitjanit.

### La Setmana Santa

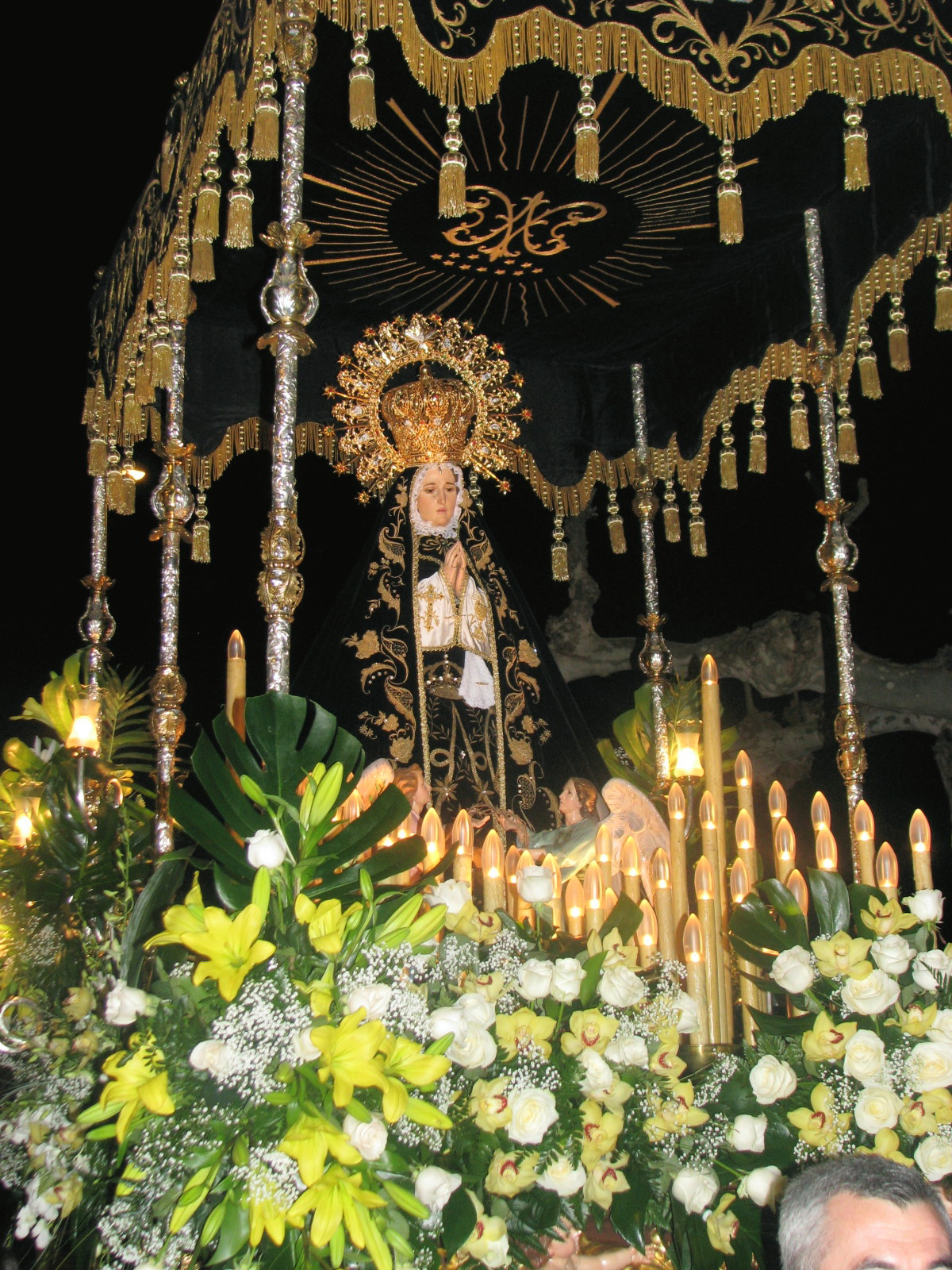
La nostra Senyora de la Soledat d'Alzira.

La Setmana Santa és la commemoració anual que el calendari cristià commemora la Passió, Mort i Resurrecció de Jesús de Natzaret o el que és igual commemorar els seus últims dies. Per això, és un període d'intensa activitat litúrgica dins de les diverses confessions cristianes. Dona començament el Diumenge de Rams i finalitza el Dissabte Sant, encara que la seua celebració sol iniciar-se en diversos llocs el divendres anterior (Divendres de Dolors) i es considera part de la mateixa el Diumenge de Resurrecció.
Va precedida per la quaresma, que culmina en la Setmana de Passió i dona pas a un nou període litúrgic.
La Setmana Santa compta amb celebracions pròpies que recorden la institució de l'eucaristia el Dijous Sant, la Crucifixió de Jesús i la seua Mort el Divendres Sant, i la seua Resurrecció en la Vigília Pascual en la nit del Dissabte Sant al Diumenge de Resurrecció.
Durant la Setmana Santa tenen lloc nombroses mostres de religiositat popular en tot el País Valencià, on cal destacar les processons i les representacions de la Passió de localitats com Alacant, Alzira, Benetússer, Elx, Montcada, Nules, Oriola, València, Torrent, i Torrevella entre d'altres.

#### Tamborades
Dins de la Setmana Santa Valenciana destaca també l'ús del tambor i el bombo, sobretot a les comarques del nord. Els pioners i més coneguts són els tambors i bombos de l'Alcora. Les manifestacions de tambors i bombos més significatives són les tamborades, declarades Patrimoni Cultural Immaterial de la Humanitat per la UNESCO el 2018:
- Alzira (Ribera Alta)

- l'Alcora (Alcalatén): ací la tamborada rep el nom de Rompuda de l'Hora i té lloc el Divendres Sant a les 12 del migdia, en el qual després del silenci, més de mil tambors i bombos tapen el so de les campanes en un gran baluern percudit, simultani i acompassat. Té doble significat: religiós, ja que simbolitza el cataclisme de la terra que la bíblia narra després de la mort de Crist, i social, ja que simbolitzant la diversitat de la humanitat, a través de les diferents túniques de colors, unitat i sense prejudicis, demanant per la pau i la convivència en un mateix toc. A més, en els últims anys, els fons recaptats amb articles promocionals van destinats a diverses ONG.[25]

### 9 d'octubre

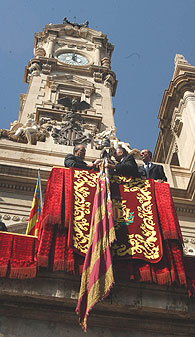
Baixada de la Senyera des de l'Ajuntament de València.

El 9 d'octubre és la Diada del País Valencià i en ell es commemora l'entrada a la ciutat de València del rei Jaume I en 1238.
La conquesta i formació del Regne de València no es va culminar fins a 1304-1305 amb la Sentència Arbitral de Torrellas i el Tractat d'Elx, i el territori actual no es va unificar fins a 1851 amb la incorporació de Requena i Utiel; però el 9 d'octubre es va triar com la data més representativa, per ser València la capital de l'aleshores Regne de València i, actualment, del País Valencià.
A nivell local de València, és una celebració amb llarga tradició des del segle XIV amb el rei Jaume II d'Aragó. En canvi, a nivell de tot el territori del País Valencià, es tracta d'una celebració institucional contemporània que té el seu origen l'any 1976, quan en el Plenari de Parlamentaris es proclama per a aquesta data la Diada Nacional del País Valencià.

#### Lamocadorà
El 9 d'octubre és també la festivitat de Sant Dionís, considerat tradicionalment el patró dels enamorats, pel que és costum en aquest dia regalar la mocadorà, un mocador de seda nuat en l'interior del qual es col·loquen dolços de massapà elaborats artesanalment pels rebosters valencians. Aquests dolços consisteixen en els tradicionals pastissos denominats Piuleta i Tronador -xicotetes barres de massapà, fet amb parts iguals d'ametla i sucre farcides de gema-, al costat de xicotets massapans amb forma de tot tipus de fruites i aliments.

### Festes patronals

#### Les cordades

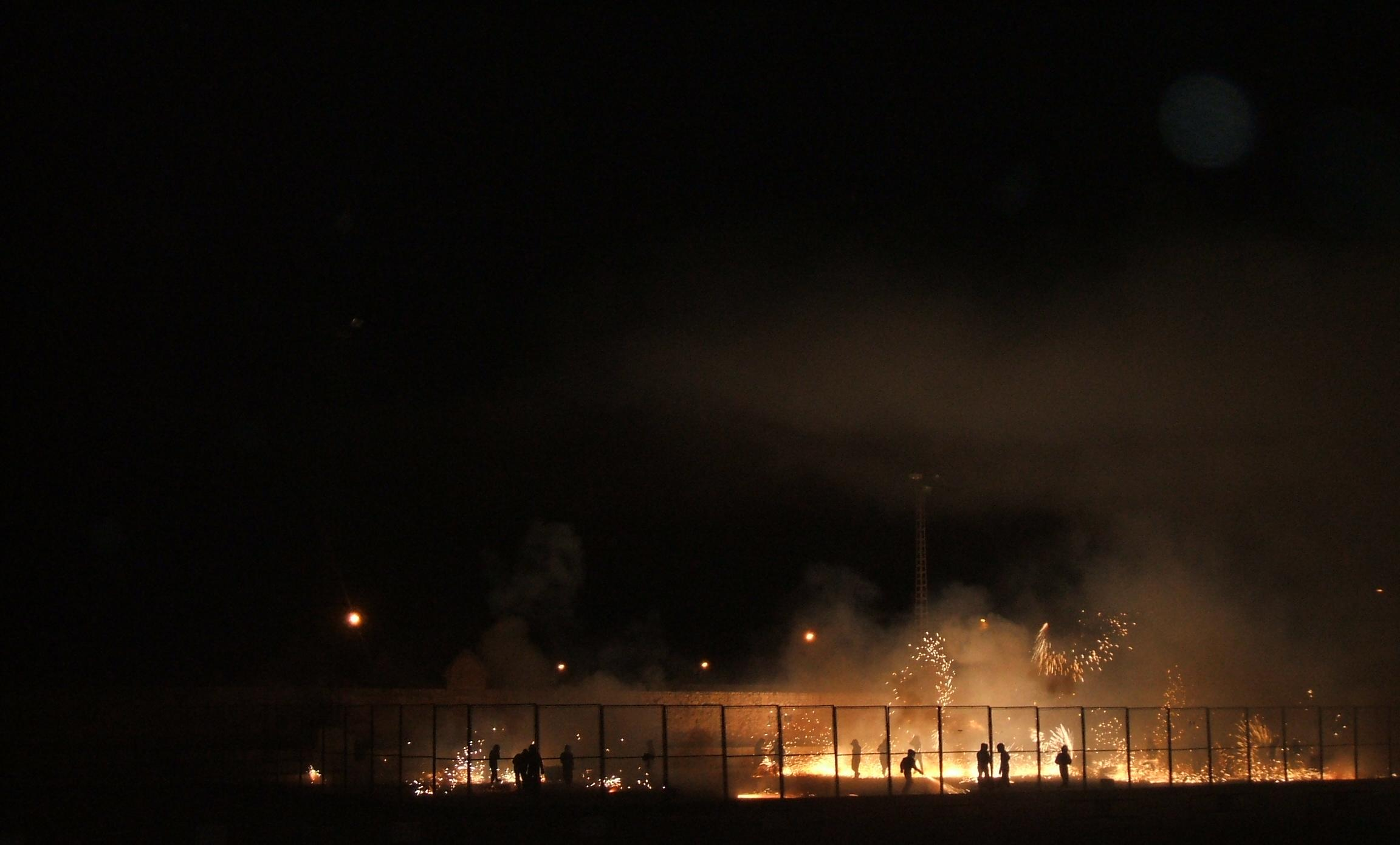
Recinte que limita l'abast de la cordada.

Una cordada és una manifestació pirotècnica, generalment nocturna, consistent en un grup de coets, del tipus carretó o també denominats coets borratxos, penjats en una corda nugada de punta a punta d'un carrer i que es deixen anar i esclatar. A banda, els participants, vestits amb roba que els cobreix tot el cos per evitar cremades, l'agafen i el llancen a l'aire dins del recinte fitat i durant un temps limitat.
Aquest tipus de manifestació se sol celebrar a les festes majors de pobles com Paterna i Elx.

#### Els bous al carrer

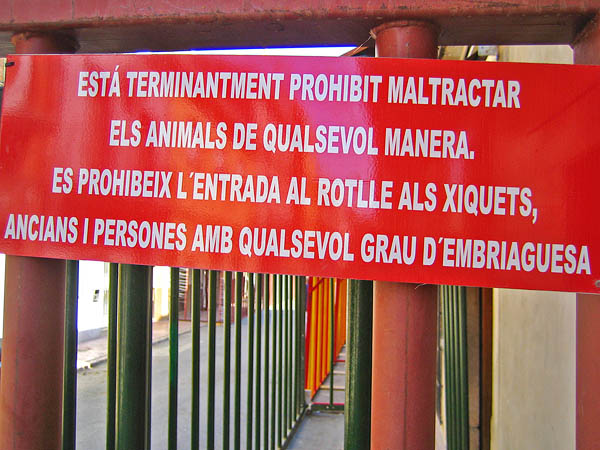
Les regles dels "bous al carrer".

Els Bous al Carrer és un tipus de festa taurina popular que es practica en molts pobles del País Valencià, sobretot a les comarques de la Marina Alta, l'Alt Millars, l'Alt Palància, el Baix i Alt Maestrat i el nord de la Plana Alta. El molt típica la solta de vaquetes, la qual cosa es pot fer en qualsevol moment de l'any, encara que en general coincideix amb les festes patronals, les quals solen coincidir amb l'estiu.

#### Les processons i els balls

##### Les muixerangues
La muixeranga o ball de valencians, és el nom que rep un conjunt de danses i castells humans originaris de la País Valencià i que es preserven a Algemesí (Ribera Alta).
Més que una dansa com a tal, és un conjunt de quadres plàstics amb intencionalitat representativa, que participa en les Processons de La nostra Senyora de la Salut, la Festa Major d'Algemesí (7 i 8 de setembre).
La muixeranga és el nom que rep a Algemesí, i que es diferencia dels moderns castellers en el sentit que en la muixeranga l'objectiu és més religiós i es fa una dansa, sense que l'altura de les torres humanes siga fonamental. Sembla que els castells i la muixeranga tenen un origen comú: les moixiganges, els primers dels quals s'haurien especialitzat en les torres humanes i les segones s'haurien preservat fidels al sentit religiós i els quadres plàstics.

##### Nanos i gegants
Els nanos i gegants són una tradició popular celebrada en moltes festes locals del País Valencià. La tradició consisteix a traure en desfilada unes figures a coll, que normalment representen personatges populars locals o figures històriques, les quals ballen i animen o persegueixen la gent que acudeix a la celebració.
Els gegants són figures de diversos metres d'altura que representen el bust i el cap d'una persona amb camisa. Aquesta cobreix un home que carrega un arnés que suporta l'estructura. El portador fa girar i ballar el gegant al so d'una banda popular de música. Generalment, els gegants desfilen en parelles de gegant i geganta, els quals representen arquetips populars, tal com el burgés i la camperola, o figures històriques de rellevància local, com el rei i la reina fundadors. En els "nanos", de menor altura, es destaca la proporció del cap, fet que els dona un efecte més còmic. També existeixen els "cavallets" (Morella), personatges que ballen simulant que estan pujat en un cavall.

## Gastronomia

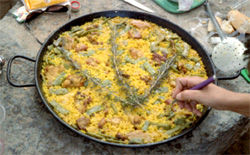
Paella de pollastre i conill (adornada amb romer).

La Cuina Valenciana és la que es prepara tradicionalment al País Valencià. Els ingredients habituals són l'arròs i la verdura. El plat d'arròs més conegut és la Paella.
No és solament una cuina mediterrània a l'ús, sinó que és producte d'una tradició autòctona molt arrelada. La majoria dels menjars no són en absolut lleugers, sinó que poden resultar pesades per als qui no estiguen acostumats i mengen més de l'habitual. Així, les olles i bullits com a plats únics són molt importants en l'alimentació.

## Llei de senyals d'identitat del poble valencià
El 25 de març de 2015, les Corts Valencianes van aprovar la "Llei de reconeixement, protecció i promoció de les senyes d'identitat del poble valencià". Aquesta llei, la votació de la qual va tindre lloc en l'últim ple de les Corts Valencianes abans de les Eleccions de 2015, va ser aprovada amb els vots en solitari del Partit Popular, ja que l'oposició en conjunt no va participar en la votació com a forma de protesta. Entre els col·lectius que van criticar la llei es troben la Universitat Jaume I de Castelló, que va considerar que el Partit Popular havia decidit, des de la política, pontificar sobre filologia, història i sociologia. Des de l'entitat normativa del valencià, l'Acadèmia Valenciana de la Llengua, es va lamentar que el govern valencià haguera portat endavant aquesta llei sense escoltar la petició de l'Acadèmia de poder consultar l'avantprojecte abans de la seua aprovació per pronunciar-se, com ocorre amb les lleis que afecten a la lingüística, ja que l'AVL és l'única institució normativa del valencià.
La llei contempla la creació d'un Observatori de senyes d'identitat, en el qual s'ha inclòs a entitats que segueixen una normativa diferent a l'oficial, com la RACV o l'entitat privada Lo Rat Penat, històriques entitats valencianistes considerades ambdues per certs sectors com de caràcter anticatalanista, a les quals es dona capacitat per decidir subvencions a editorials o entitats culturals. Les entitats que podrien resultar afectades, així com l'estatutària Acadèmia Valenciana de la Llengua i el Consell Valencià de Cultura, òrgans exclosos de l'observatori, han rebutjat pronunciar-se sobre un ens que entenen que "no té recorregut" i que naix per la necessitat del Partit Popular de la Comunitat Valenciana per reviscolar el conflicte lingüístic valencià de cara a les Eleccions a les Corts Valencianes de 2015.
La llei reconeix com a senyes d'identitat del poble valencià:
- Els símbols del País Valencià als quals es refereix la Llei 8/1984, de 4 de desembre, per la qual es regulen els símbols del País Valencià i la seua utilització.
- La llengua valenciana i els seus usos, de conformitat amb la tradició històrica o popular.
- El Segle d'or valencià.
- Els reals monestirs de Santa María del Puig i Santa María de la Valldigna.
- L'Arxiu de la Corona d'Aragó, en els termes previstos per la Llei 4/1998, d'11 de juny, del Patrimoni Cultural Valencià.
- El 9 d'octubre, Diada del País Valencià.
- Els Furs i el Dret Foral Valencià.
- Els béns del País Valencià declarats Patrimoni de la Humanitat, així com els altres béns que, de conformitat amb la Llei 4/1998, d'11 de juny, del Patrimoni Cultural Valencià, formen part d'aquest.
- La música i els instruments tradicionals valencians.
- Les bandes de música i les societats musicals del País Valencià.
- El cant d'estil i el folklore del País Valencià.
- Els esports autòctons i tradicionals del País Valencià, i especialment la pilota valenciana i la colombicultura.
- Les festes tradicionals del País Valencià i l'art pirotècnic.
- Els festejos taurins tradicionals del País Valencià (bous al carrer).
- Les manifestacions religioses arrelades en la tradició del País Valencià.
- La gastronomia i els productes autòctons del País Valencià.
- La indumentària típica de les diferents poblacions del País Valencià.